# Angela Huth
Pour les articles homonymes, voir Huth.
Angela Huth, née le 29 août 1938 à Londres, est une écrivaine et journaliste britannique.

## Biographie
Angela Huth est la fille de l'acteur Harold Huth. Elle quitte l'école à 16 ans pour peindre et étudier l'art en France et en Italie. À 18 ans, elle voyage, surtout seule, à travers les États-Unis avant de rentrer en Angleterre pour travailler pour des journaux et des magazines. Elle épouse le journaliste et écrivain voyageur Quentin Crewe dans les années 1960 et avec lui a une fille écrivain, Candida Crewe.
Elle a présenté des programmes de la BBC mais elle est surtout connue comme écrivain à succès. Elle a également écrit des pièces pour la radio, la télévision et le théâtre. Elle est journaliste indépendante, critique et reporter à la télévision. Elle est membre de la Société royale de littérature.
Elle est mariée à l'historien britannique James Howard-Johnston depuis 1978.

## Œuvres
- Nowhere Girl, 1970 (Valse-hésitation, 2018)
- Virginia Fly Is Drowning, 1972 (La vie rêvée de Virginia Fly, 2017)
- Sun Child , 1975
- Wanting, 1985 (Folle Passion, 2001)
- Invitation to the Married Life, 1993 (L'Invitation à la vie conjugale, 1998)
- South of the Lights, 1994
- Land Girls, 1995 (Les Filles de Hallows Farm, 1997)
- Easy Silence, 1999 (Tendres Silences, 2000)
- Wives of the Fishermen, 2000 (Quand rentrent les marins, 2013)
- Of Love and Slaughter, 2003 (Amour et Désolation, 2003)
- Colouring In, 2006 (De toutes les couleurs, 2006)
- The Boy Who Stood Under the Horse, 2006 (Un fils exemplaire, 2006)
- Once a Land Girl, 2010 (Souviens-toi de Hallows Farm, 2011)
- Deception is so easy, (Mentir n'est pas trahir, 2015)

## Adaptations
Les Filles de Hallows Farm est adapté pour le cinéma en 1998 sous le titre Trois Anglaises en campagne.